# ژن خودکشی
ژن خودکشی در زیست‌شناسی و ژنتیک به ژن‌هایی می‌گویند که یاخته را به سوی مرگ برنامه‌ریزی‌شده راهنمایی می‌کنند و آن را وادار می‌کنند که خود را از این راه بکشد. فرایندهای گوناگون و فراوانی می‌توانند چنین ژن‌هایی را به کار بیندازند اما پروتئین پی۵۳ کلیدی‌ترین پروتئین در راه‌اندازی مرگ برنامه‌ریزی‌شدهٔ یاخته می‌باشد.
تحریک یا بیان ژن‌های خودکشی (از طریق ژن‌درمانی) یک راه مؤثر برای درمان سرطان یا دیگر بیماری‌های تکثیری است.